# Campus Cup 2025
Campus Cup 2025 is het zesde seizoen in 2025 van De Campus Cup, een televisiequiz voor studenten van alle Vlaamse en Brusselse universiteiten en hogescholen, gepresenteerd door Otto-Jan Ham. Het programma wordt gemaakt door productiehuis Woestijnvis.
In de vierde kwartfinale werd voor de tweede keer in de geschiedenis van het programma het mondeling examen in het Engels gedaan omdat net als in de finale van het vijfde seizoen de auteur van de geblokte cursus geen Nederlands kon verstaan. Dit werd ook nu voor de kijkers in het Nederlands ondertiteld.
Laureaat van het zesde seizoen werden de studenten van de faculteit Rechten van de UGent, verliezend finalist de studenten van de richting Medical Physics van de KU Leuven.

## Voorrondes
| Aflevering | Richting - universiteit/hogeschool                     | Eindscore | Finale tijd | Te blokken cursus                                                          |
| ---------- | ------------------------------------------------------ | --------- | ----------- | -------------------------------------------------------------------------- |
| 1          | Biologie - UGent                                       | 480       | 1:36        | Thomas More Siham Boukhlal ADHD                                            |
| 1          | Journalistiek - VUB                                    | 330       | n.v.t.      | Thomas More Siham Boukhlal ADHD                                            |
| 2          | Rechten - UGent                                        | 520       | 1:01        | KU Leuven Nicole van Lipzig Hittegolven                                    |
| 2          | Film, tv en video - LUCA                               | 375       | n.v.t.      | KU Leuven Nicole van Lipzig Hittegolven                                    |
| 3          | Lager Onderwijs - Odisee                               | 215       | n.v.t.      | AP Hogeschool Dimitri Goossens Horror                                      |
| 3          | Nautische Wetenschappen - AMA                          | 620       | 2:10        | AP Hogeschool Dimitri Goossens Horror                                      |
| 4          | Chemie - UAntwerpen                                    | 535       | n.v.t.      | VUB Ann Nowé Artificiële intelligentie                                     |
| 4          | Geschiedenis - KU Leuven                               | 605       | 0:50        | VUB Ann Nowé Artificiële intelligentie                                     |
| 5          | Geneeskunde - VUB                                      | 375       | n.v.t.      | UGent Hilde Gunnink Afrikaanse talen                                       |
| 5          | Built Environment - Howest                             | 520       | 1:21        | UGent Hilde Gunnink Afrikaanse talen                                       |
| 6          | Taal- en Letterkunde - KU Leuven                       | 570       | 1:46        | Universiteit Maastricht Marlies Gijs Tranen                                |
| 6          | Houttechnologie - HOGENT                               | 275       | n.v.t.      | Universiteit Maastricht Marlies Gijs Tranen                                |
| 7          | Educatieve Master - UAntwerpen                         | 320       | n.v.t.      | KU Leuven Stefaan Vaes Het spel Dobble                                     |
| 7          | Rechten - UHasselt                                     | 475       | 1:47        | KU Leuven Stefaan Vaes Het spel Dobble                                     |
| 8          | Audiovisuele Kunsten - RITCS                           | 585       | 2:06        | KU Leuven Jeroen Scheerder Sportsociologie                                 |
| 8          | Geschiedenis - UGent                                   | 345       | n.v.t.      | KU Leuven Jeroen Scheerder Sportsociologie                                 |
| 9          | Toegepaste Taalkunde - UGent                           | 670       | 1:06        | KU Leuven Yves Van Vaerenbergh Klachtenmanagement                          |
| 9          | Secundair Onderwijs - UCLL                             | 315       | n.v.t.      | KU Leuven Yves Van Vaerenbergh Klachtenmanagement                          |
| 10         | Master Medical Physics - KU Leuven                     | 525       | 1:20        | Odisee/UAntwerpen Dirk Geldof Superdiversiteit                             |
| 10         | Batac Radio - Thomas More                              | 235       | n.v.t.      | Odisee/UAntwerpen Dirk Geldof Superdiversiteit                             |
| 11         | Geografie - VUB                                        | 730       | 1:26        | KU Leuven Rob Lavigne Het vriendelijke virus                               |
| 11         | Sinologie - UGent                                      | 390       | n.v.t.      | KU Leuven Rob Lavigne Het vriendelijke virus                               |
| 12         | Musicologie - KU Leuven                                | 610       | 1:42        | Odisee Tiffany Naets Eetstoornissen bij kinderen                           |
| 12         | Chemie/Biochemie - HOGent                              | 180       | n.v.t.      | Odisee Tiffany Naets Eetstoornissen bij kinderen                           |
| 13         | Batac TV - Thomas More                                 | 225       | n.v.t.      | UAntwerpen Katrien Michiels Groentefermentatie                             |
| 13         | Toegepaste Informatica - UCLL                          | 670       | 1:31        | UAntwerpen Katrien Michiels Groentefermentatie                             |
| 14         | Geneeskunde - KU Leuven                                | 635       | 1:37        | UAntwerpen Elise Goossens Kunnen mannen volgens het recht ook moeder zijn? |
| 14         | Journalistiek - Arteveldehogeschool                    | 440       | n.v.t.      | UAntwerpen Elise Goossens Kunnen mannen volgens het recht ook moeder zijn? |
| 15         | Kinesitherapie & Revalidatiewetenschappen - UAntwerpen | 450       | n.v.t.      | UGent Bruno De Meulenaer Perfecte frieten                                  |
| 15         | Sociale en Militaire Wetenschappen - KMS               | 455       | 1:13        | UGent Bruno De Meulenaer Perfecte frieten                                  |
| 16         | Handelsingenieur - VUB                                 | 505       | 0:54        | KU Leuven Sofie Claerhout CSY (CSI op het Y-chromosoom)                    |
| 16         | Secundair Onderwijs - Odisee                           | 300       | n.v.t.      | KU Leuven Sofie Claerhout CSY (CSI op het Y-chromosoom)                    |
| 17         | Taal- en Letterkunde - UGent                           | 340       | n.v.t.      | VUB Kim Roelants Kikkers                                                   |
| 17         | Rechten - KU Leuven                                    | 610       | 1:08        | VUB Kim Roelants Kikkers                                                   |

Legende:
 Haalde de top 8
 Haalde de top 8 niet
 Geen 10 vragen correct beantwoord

## Kwartfinales
| Aflevering | Richting - universiteit/hogeschool       | Eindscore / vrijstellingen | Finale score | Te blokken cursus                                      |
| ---------- | ---------------------------------------- | -------------------------- | ------------ | ------------------------------------------------------ |
| 18         | Rechten - UGent                          | 215 / 1                    | 6            | UAntwerpen Luc Van Nassau Het continentieorgaan        |
| 18         | Geschiedenis - KU Leuven                 | 600 / 4                    | 5            | UAntwerpen Luc Van Nassau Het continentieorgaan        |
| 19         | Master Medical Physics - KU Leuven       | 505 / 2                    | 6            | Howest Dirk Lambrecht Geschiedenis van de animatiefilm |
| 19         | Sociale en Militaire Wetenschappen - KMS | 515 / 3                    | 2            | Howest Dirk Lambrecht Geschiedenis van de animatiefilm |
| 20         | Toegepaste Taalkunde - UGent             | 500 / 3                    | 5            | UAntwerpen Timmy De Laet De wetenschap van de dans     |
| 20         | Built Environment - Howest               | 355 / 1                    | 6            | UAntwerpen Timmy De Laet De wetenschap van de dans     |
| 21         | Handelsingenieur - VUB                   | 240 / 1                    | 4            | UGent Elly McCausland The Poetry of Taylor Swift       |
| 21         | Rechten - KU Leuven                      | 655 / 4                    | 6            | UGent Elly McCausland The Poetry of Taylor Swift       |

## Halve finales
| Aflevering | Richting - universiteit/hogeschool | Eindscore / vrijstellingen | Finale score | Te blokken cursus                          |
| ---------- | ---------------------------------- | -------------------------- | ------------ | ------------------------------------------ |
| 22         | Master Medical Physics - KU Leuven | 595 / 3                    | 5            | KU Leuven Myriam Vermeerbergen Gebarentaal |
| 22         | Built Environment - Howest         | 300 / 1                    | 3            | KU Leuven Myriam Vermeerbergen Gebarentaal |
| 23         | Rechten - UGent                    | 535 / 3                    | 6            | UGent Chris Callewaert Okselgeur           |
| 23         | Rechten - KU Leuven                | 405 / 2                    | 1            | UGent Chris Callewaert Okselgeur           |

## Finale
| Aflevering | Richting - universiteit/hogeschool | Eindscore / vrijstellingen | Finale score | Te blokken cursus                          |
| ---------- | ---------------------------------- | -------------------------- | ------------ | ------------------------------------------ |
| 24         | Rechten - UGent                    | 665 / 4                    | 6            | UHasselt Ali Pirdavani Zelfrijdende auto's |
| 24         | Master Medical Physics - KU Leuven | 275 / 1                    | 4            | UHasselt Ali Pirdavani Zelfrijdende auto's |